# Astrid Lindgren

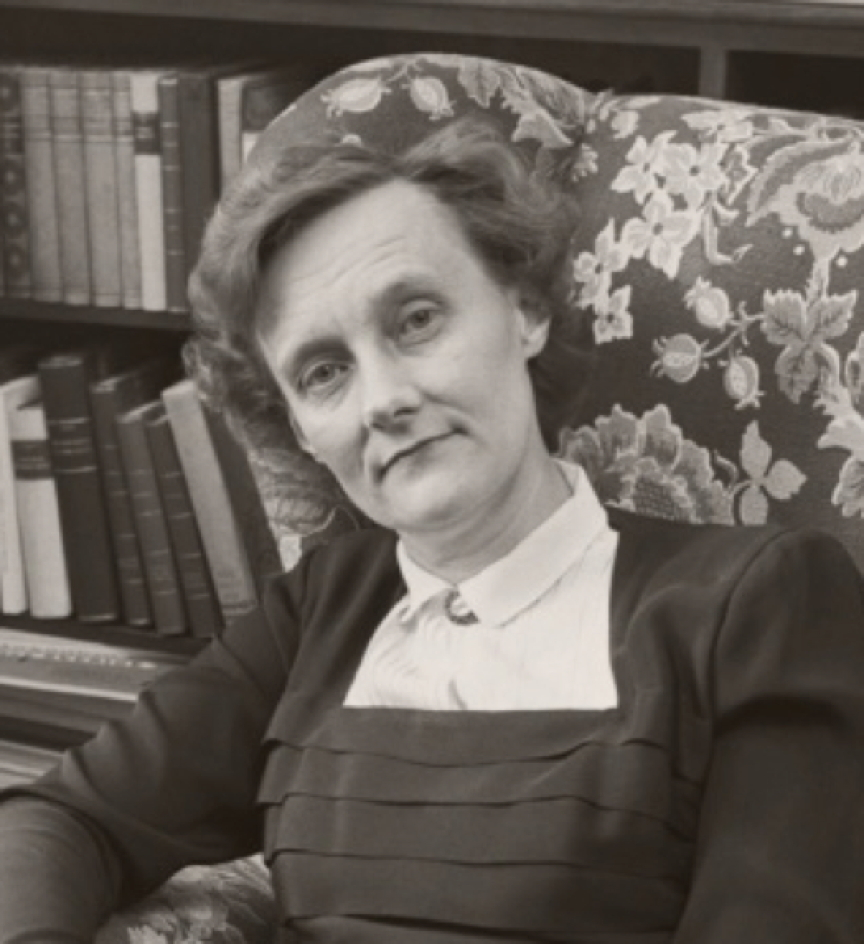
Astrid Lindgren (1953)

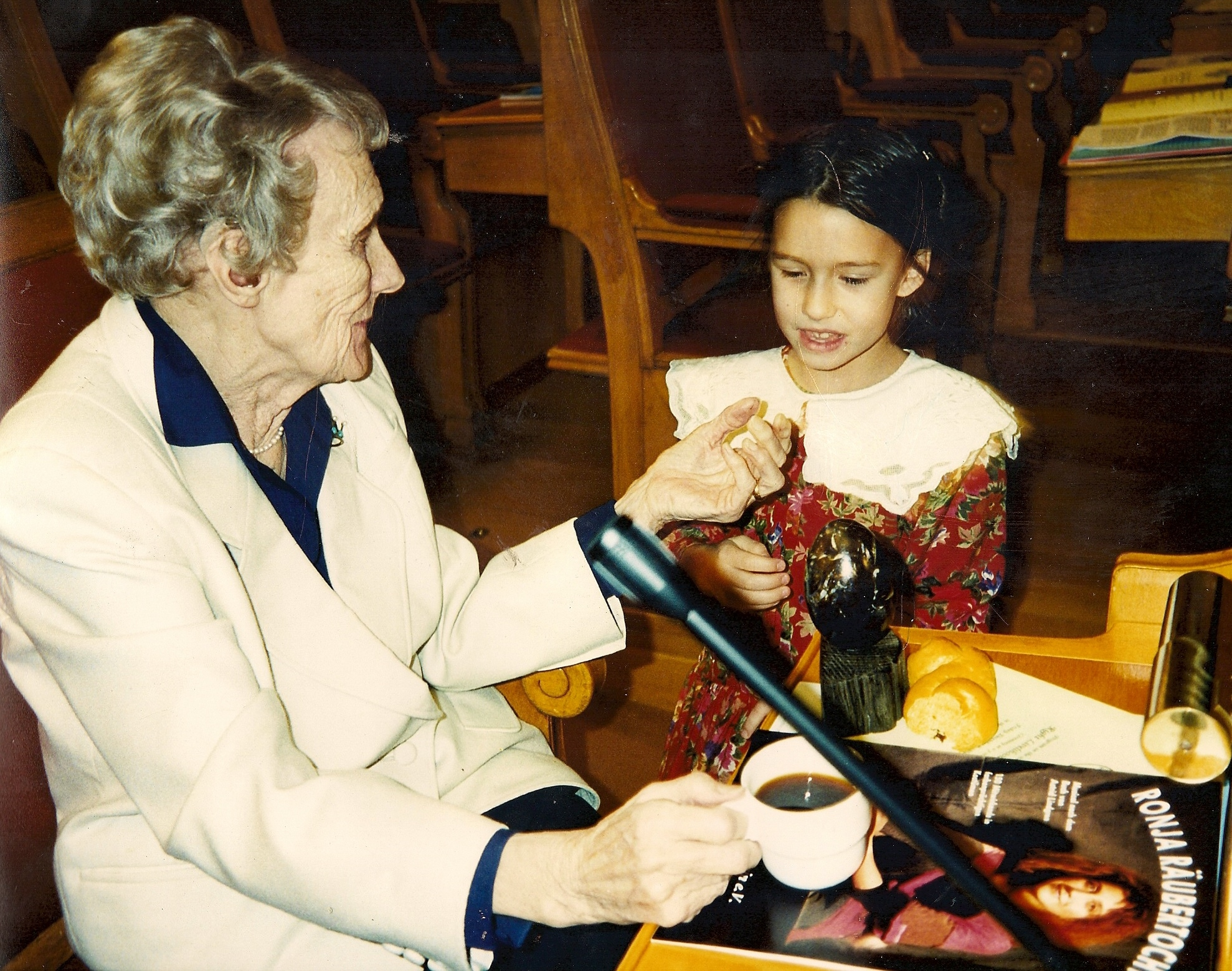
Astrid Lindgren bei der Verleihung des Right Livelihood Award, 1994

Astrid Anna Emilia Lindgren (geborene Ericsson; * 14. November 1907 auf dem Hof Näs bei Vimmerby; † 28. Januar 2002 in Stockholm) war eine schwedische Schriftstellerin.
Sie gehört mit einer Gesamtauflage von etwa 170 Millionen Büchern (Stand: Oktober 2024) zu den bekanntesten Kinder- und Jugendbuchautoren der Welt. Ihre Werke sind in aller Welt und in 106 verschiedenen Sprachen erschienen, damit gehört sie zu den meistübersetzten Autoren.
In Deutschland ist sie mit einer Gesamtauflage von weit über 20 Millionen Exemplaren erfolgreich wie kaum ein anderer Kinder- und Jugendbuchautor. Die Schriftstellerin ist die geistige Mutter von Pippi Langstrumpf, Michel aus Lönneberga, Ronja Räubertochter, Madita, Mio, Kalle Blomquist, Karlsson vom Dach, den Kindern aus Bullerbü, den Brüdern Löwenherz und vielen anderen Figuren.

## Leben

### Kindheit

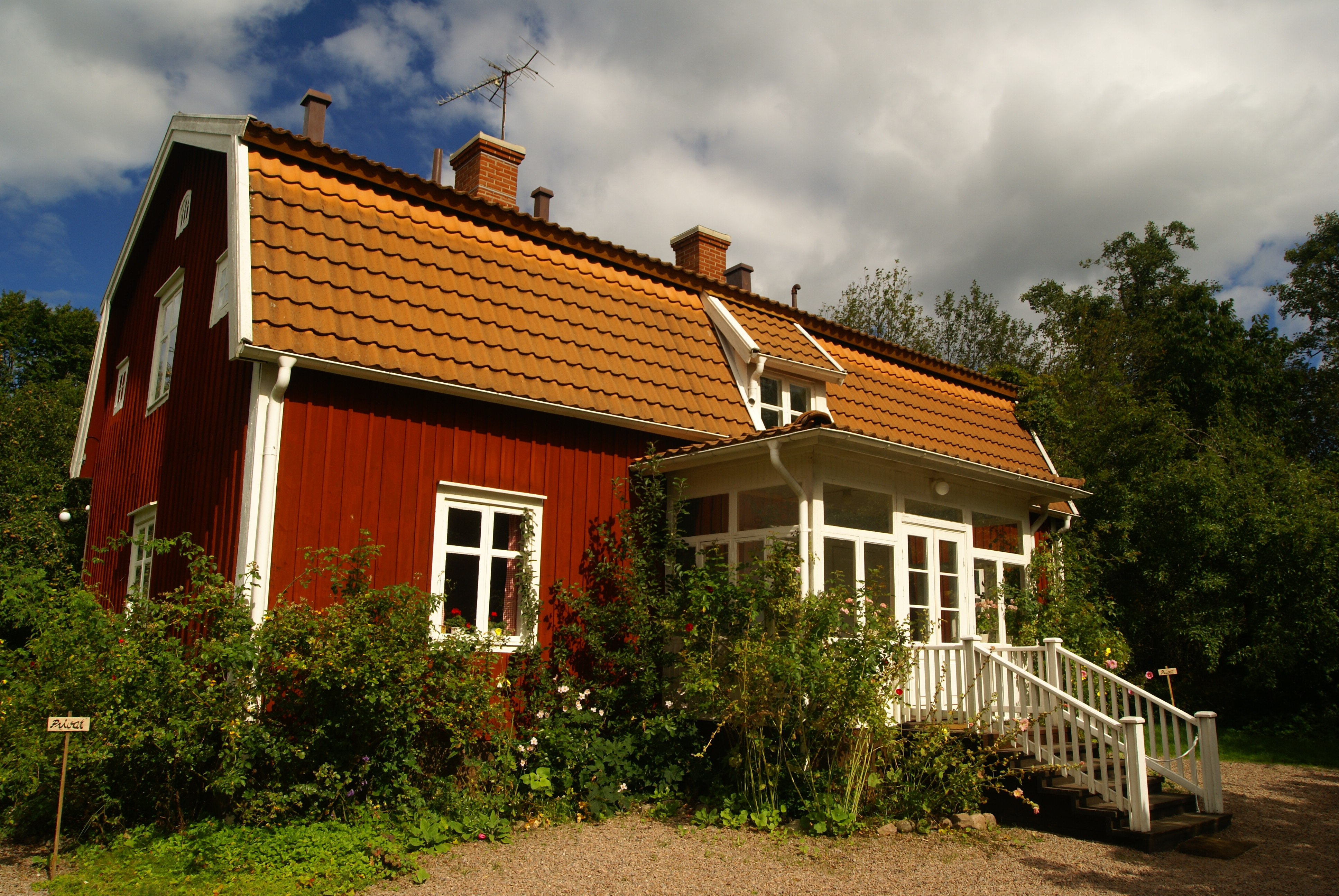
Das Wohnhaus ihrer Kinderzeit in Vimmerby

Sie wurde als zweites Kind des Pfarrhofpächters Samuel August Ericsson (1875–1969) und seiner Ehefrau Hanna Ericsson geb. Jonsson (1879–1961) geboren und hatte einen älteren Bruder, Gunnar (1906–1974), und zwei jüngere Schwestern, Stina (1911–2002) und Ingegerd (1916–1997). Ihre Kindheit hat sie stets als besonders glücklich beschrieben.

„Gunnar, Astrid, Stina und Ingegerd, so hießen die Ericssonskinder auf Näs. Es war schön, dort Kind zu sein, und schön, Kind von Samuel August und Hanna zu sein. Warum war es schön? Darüber habe ich oft nachgedacht, und ich glaube, ich weiß es. Zweierlei hatten wir, das unsere Kindheit zu dem gemacht hat, was sie gewesen ist – Geborgenheit und Freiheit.“

1914 wurde Astrid in Vimmerby eingeschult. Nach Sitte der Zeit war für Kinder einfacher Leute die eigentliche Schulzeit nach bereits drei Jahren vorbei. Nur reiche Bürgerkinder besuchten eine weiterführende Schule, denn dafür musste man 23 Kronen im Halbjahr bezahlen. Die Eltern von Astrids Freundin konnten das Ehepaar Ericsson von einer weiterführenden Schulbildung ihrer Tochter überzeugen. In den folgenden sechs Jahren lernte die fleißige und begabte Schülerin vor allem Sprachen: Englisch, Französisch und Deutsch. 1923 schloss sie mit dem Realexamen die Schule ab und betätigte sich nach dem Wunsch ihrer Mutter als Haustochter.

### Berufsleben in den 1920er und 1930er Jahren, Mutterschaft und Ehe
Eines Tages bot der Chefredakteur der Lokalzeitung Vimmerby Tidning der jungen Astrid an, als Volontärin zu arbeiten. Sie nahm das Angebot sofort an und radelte nun täglich von Näs in die nahe gelegene Kleinstadt. Sie lernte das Journalistenhandwerk von Grund auf, mit Recherchieren, Korrekturlesen sowie dem Schreiben von Kurzberichten. Mit achtzehn Jahren wurde sie schwanger. Der Vater ihres Kindes, Eigentümer und Chefredakteur der Zeitung Reinhold Blomberg, war bedeutend älter und bereits Vater von sieben Kindern. Eine Heirat kam nicht in Frage, da er noch nicht von seiner langjährigen Ehefrau geschieden war. Später lehnte sie seinen Heiratsantrag ab.
Astrid Ericsson verließ Näs und zog nach Stockholm. Dort ließ sie sich zur Sekretärin ausbilden und fand Unterstützung bei der Anwältin Eva Andén, die sich für die Rechte junger Frauen einsetzte. Am 4. Dezember 1926 brachte sie ihren Sohn Lars (genannt Lasse, gest. 1986) heimlich in Kopenhagen zur Welt. Durch die Vermittlung des Rigshospitalet, der einzigen skandinavischen Klinik, die Geburten nicht offiziell meldete, kam er dort für drei Jahre bei einer Pflegefamilie unter. Ihre verzweifelte Einfühlung in den kleinen, verlassenen Sohn sei für Astrid Ericsson eine genauso wichtige Schreib-Inspiration geworden wie die eigene glückliche Kindheit, meinte ihre Freundin und Biografin Margareta Strömstedt.
1927 trat Astrid Ericsson als Nachfolgerin der später als Schauspielerin und Sängerin sehr bekannten Zarah Leander in Stockholm in der schwedischen Buchhandelszentrale („Svenska Bokhandelscentralen“) ihre erste Stellung an. 1928 wurde sie Sekretärin im „Königlichen Automobil-Club“ („Kungliga Automobilklubben“), wo ihr späterer Ehemann Sture Lindgren als Bürovorsteher arbeitete. Er war Alkoholiker und verstarb bereits im Jahr 1952 mit Mitte 50, wodurch Astrid Lindgren sehr früh zur Witwe wurde.

### Privates in den 1930er Jahren
1930 wurde Lasses Pflegemutter krank, woraufhin Astrid Ericsson ihn zu sich nach Stockholm holte. Im darauffolgenden Frühling brachte sie ihn zu ihren Eltern nach Näs, und sie und Sture Lindgren beschlossen zu heiraten. Mit ihm und ihrem Sohn zog die junge Sekretärin in die Vulcanusgatan im Vasaviertel (Vasastaden) in Stockholm. Am 21. Mai 1934 wurde ihre Tochter Karin geboren, die später unter dem Namen Karin Nyman als Übersetzerin bekannt wurde.

### Berufsleben 1937 bis 1945
Ab 1937 arbeitete Lindgren als Stenografin für den schwedischen Professor für Kriminalistik, Harry Söderman, sowie ab 1940 in der Abteilung für Briefzensur des schwedischen Nachrichtendiensts. Am 1. September 1939 – dem Tag, an dem der Zweite Weltkrieg mit dem deutschen Überfall auf Polen begann – fing sie an, „Kriegstagebücher“ zu schreiben. Die Tagebücher wurden nach dem Tod von Lindgren unter dem Titel Die Menschheit hat den Verstand verloren veröffentlicht. Ihre geheime Arbeit beim Nachrichtendienst bis Kriegsende hat ihr tiefe Einblicke in die Kriegsereignisse auf der ganzen Welt gewährt.

### Schriftstellerin und Lektorin
1933 veröffentlichte Astrid Lindgren zwei Weihnachtsgeschichten – anonym in Stockholms Tidningen die Geschichte „Jultomtens underbara bildradio“ und unter ihrem Namen in Landsbygdens Jul die Geschichte „Johans Abenteuer am Weihnachtsabend“ (Johans äventyr på julafton). In den folgenden Jahren veröffentlichte sie jährlich eine bis zwei Kurzgeschichten in Zeitschriften.
Ihr erstes Buch, mit dem Titel Fem automobilturer i Sverige, veröffentlichte Astrid Lindgren 1939, im Rahmen ihrer Tätigkeit beim Motormännens Riksförbund (deutsch Reichsverband der Kraftfahrer). Es war ein Reisebuch über fünf Autotouren durch Schweden. Diese Berichte wurden 1949 erneut in dem Buch 25 bilturer i Sverige veröffentlicht. Jedoch hatte Lindgren das Buch mit zwanzig zusätzlichen Touren erweitert. Dieses Buch wurde sowohl auf Deutsch (25 Autofahrten in Schweden, auch 25 Autotouren in Schweden) als auch auf Englisch (25 automobile tours in Sweden) übersetzt.
Erst Mitte der 1940er Jahre wandte sich Astrid Lindgren verstärkt der Schriftstellerei zu. Dies geschah eher zufällig. Ursprünglich hatte sie nie vor, Schriftstellerin zu werden.

„Schon in meiner Schulzeit erhoben sich warnende Stimmen: ‚Du wirst mal Schriftstellerin, wenn du groß bist.‘ […] Das entsetzte mich derart, daß ich einen förmlichen Beschluß faßte: Niemals würde ich ein Buch schreiben. […] ich hielt mich nicht für berufen, den Bücherstapel noch höher anwachsen zu lassen.“

Für ihre Tochter Karin erfand Astrid Lindgren die Geschichten über Pippi Langstrumpf. Dies geschah ab dem Winter 1941, als die Tochter krank im Bett lag und sich den Namen Pippi Langstrumpf ausgedacht hatte. Das Manuskript war ein Geburtstagsgeschenk für Karin.

„Doch dann kam dieser Schnee, der die Straßen glitschig wie Schmierseife machte. Ich fiel hin, verstauchte mir den Fuß, mußte liegen und hatte nichts zu tun. Was tut man da. Schreibt vielleicht ein Buch. Ich schrieb Pippi Langstrumpf. […] 1941 lag meine Tochter Karin krank im Bett, und eines Abends sagte sie: ‚Erzähl mir was von Pippi Langstrumpf.‘“

Im März 1944 reichte Lindgren einen Durchschlag beim schwedischen Verlagshaus „Albert Bonniers Förlag“ ein. Diese Geschichte über die freche Seemannstochter Pippi Langstrumpf wurde abgelehnt. 1944 nahm sie außerdem an einem Wettbewerb des Verlags „Rabén & Sjögren“ teil. Das Preisausschreiben für das beste Mädchenbuch war mit der Forderung verbunden, der Text solle die Liebe zu Familie und Heim sowie das Verantwortungsgefühl gegenüber dem anderen Geschlecht befördern. Astrid Lindgren schrieb Britt-Mari erleichtert ihr Herz, das den zweiten Platz in dem Wettbewerb gewann. Die 15-jährige Handlungsträgerin des Buches erleichtert ihr Herz in Form eines Briefromans. Sie ist von bemerkenswerter Selbstständigkeit und Unabhängigkeit – auch und gerade gegenüber dem anderen Geschlecht.
Vom ersten Erfolg beflügelt, reichte die Preisträgerin im darauffolgenden Jahr das überarbeitete Manuskript von Pippi Langstrumpf bei „Rabén & Sjögren“ ein und bekam diesmal den ersten Preis. Die allererste Pippi-Zeichnung stammte von der Autorin persönlich. Im gleichen Jahr stellte der Verleger Hans Rabén Lindgren halbtags als Lektorin ein. Sie baute die Kinderbuchabteilung auf und arbeitete im Verlag bis zu ihrer Pensionierung im Jahr 1970. Seitdem sah ihr Tagesablauf so aus, dass sie morgens früh, noch im Bett liegend, an ihren eigenen Büchern schrieb. Kurz vor 13 Uhr kam sie in den Verlag und führte persönlich und am Telefon Gespräche mit „Autoren, Lektoren, Gutachtern, Übersetzern, Illustratoren, Korrektoren, Setzern und Buchhändlern“. Abends las sie zu Hause eingereichte Manuskripte und ausländische Neuerscheinungen. Die erste schwedische Pippi-Langstrumpf-Ausgabe wurde von der dänischen Künstlerin Ingrid Vang Nyman illustriert. Im Herbst 1949 erschien Astrid Lindgrens Debütwerk auch in Deutschland, nachdem die Schriftstellerin den Hamburger Verleger Friedrich Oetinger kennengelernt hatte. Bis heute erscheinen die deutschen Ausgaben ihrer Werke im Friedrich Oetinger Verlag. Illustriert wurde die erste deutsche Pippi Langstrumpf von Walter Scharnweber. Das unkonventionelle Verhalten Pippi Langstrumpfs gefiel den jungen Lesern und Leserinnen: Wie keine andere Figur verkörpert dieses rothaarige Mädchen den Lindgrenschen Typus des aktiven, selbstbewussten, selbstbestimmten, kreativen und gewitzten Kindes. Allein schon Pippi Langstrumpfs Aufzug kann als Parodie auf die Stereotype des damaligen Mädchen- oder Backfischbuches interpretiert werden. Pippi Langstrumpf ist Lindgrens am meisten verbreitetes Buch, es wurde in 70 Sprachen übersetzt.
Oetinger gab Pippi Langstrumpf in der Bundesrepublik Deutschland heraus, obwohl das Buch zu diesem Zeitpunkt sogar in Schweden noch stark umstritten war und zuvor von fünf anderen deutschen Verlagen abgelehnt worden war. Da er später auch alle weiteren Werke Lindgrens verlegte, wurde sein Verlag zum Wegbereiter skandinavischer Kinderliteratur in der Bundesrepublik Deutschland. Seine Tochter Silke Weitendorf berichtet in einem Interview, als Reaktion auf das Erscheinen Pippi Langstrumpfs auf dem deutschen Markt habe es Lob und Kritik gegeben. So seien von Rezensenten Bedenken geäußert worden, Pippi sei nicht „normal“ und ein schlechtes Vorbild für Kinder.
Der politischen Führung in Ostdeutschland waren Lindgrens Charaktere suspekt, dennoch wurden vier ihrer Kinderbücher in der DDR verlegt. Alle erschienen im Kinderbuchverlag Berlin. Mio, mein Mio wurde 1960 veröffentlicht, Lillebror und Karlsson vom Dach 1971, Pippi Langstrumpf 1975 und Ronja Räubertochter 1988. In der Ausstattung waren diese Druckerzeugnisse sehr schlicht gehalten und teilweise nur broschiert sowie mit ostdeutscher Illustration. Es gab, soweit bekannt, jeweils nur eine erste Auflage.
Astrid Lindgren zog es vor, ihre Werke erst stenografisch zu Papier zu bringen, so dass diese komplett auf Stenogrammblöcken vorlagen, bevor sie abgetippt wurden. Sie stenografierte im Bett oder im Sommer auf dem Balkon ihres Ferienhauses, eines ehemaligen Lotsenhauses auf Furusund bei Stockholm, das sie 1947 von ihren Schwiegereltern übernommen hatte. Dabei änderte sie die einzelnen Sätze sehr häufig, bis sie endlich mit der Sprachmelodie zufrieden war. Das Abtippen übernahm sie lange Zeit auch selbst, Korrekturen gab es während der Abschreibphase nicht mehr. Seit einer Augenoperation im Jahr 1986 musste sie beim Stenografieren zu Filzstiften greifen, damit sie ihre Schrift lesen konnte.
1974 amüsierte sich die schwedische Fernsehnation über sie, als sie zum 80. Geburtstag ihrer Freundin Elsa Olenius mit dieser um die Wette auf einen Baum kletterte. Schließlich gebe es „kein Verbot für alte Weiber, auf Bäume zu klettern“. Die Liste der Verfilmungen ihrer Bücher umfasst (zwischen 1947 und 2007) siebzig Titel; Lindgren behielt jedoch immer die Kontrolle und Vermarktungsrechte über die Filme.

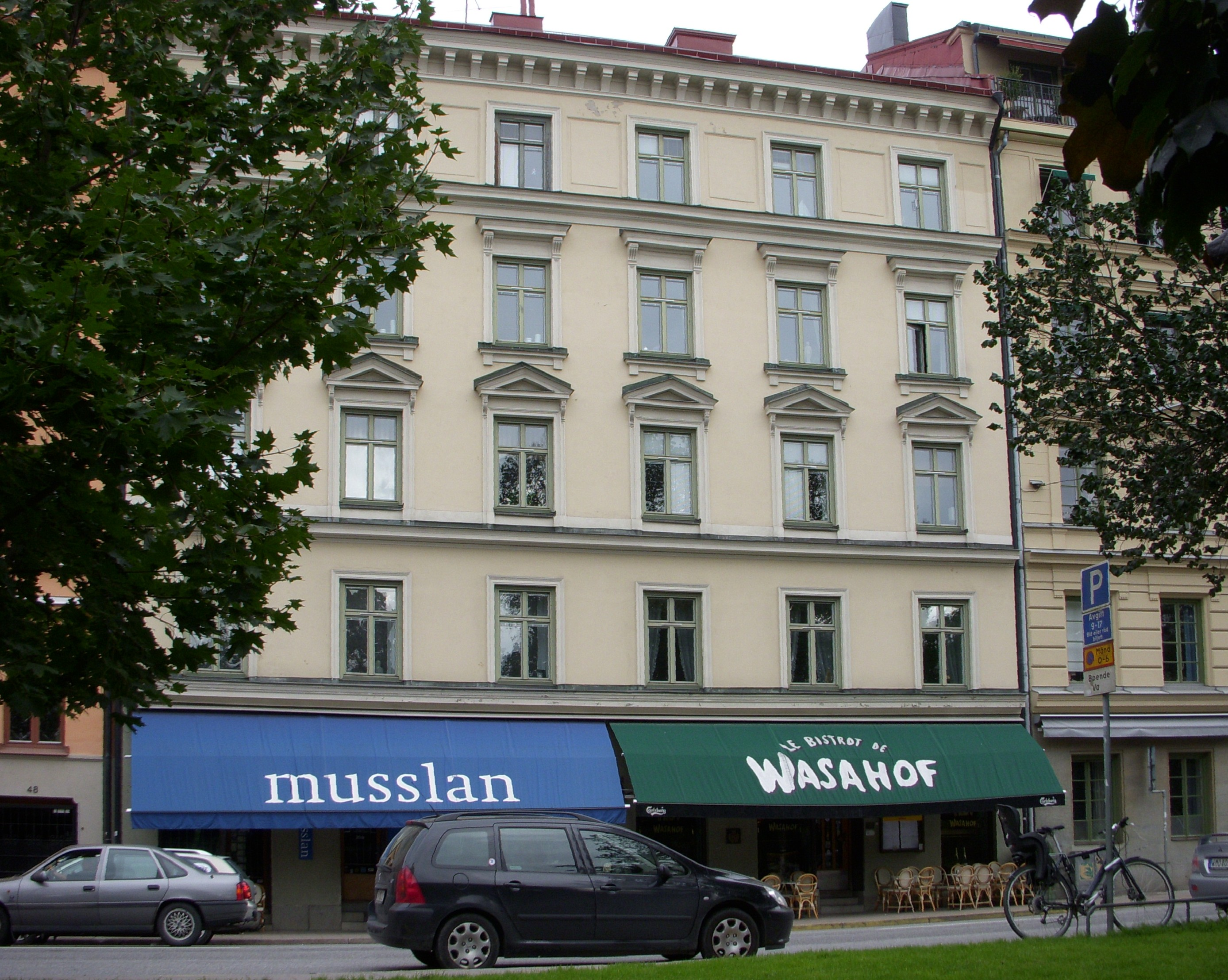
Astrid Lindgrens Wohnung in Stockholm (1941–2002), Dalagatan 46

Astrid Lindgren wohnte ab 1941 bis zu ihrem Tod in der Dalagatan 46 im Vasaviertel in Stockholm. Ihr Wohnhaus trägt heute das Hinweisschild: Astrid Lindgrens Hem 1941–2002. Im Jahr 1965 erhielt sie den Schwedischen Staatspreis für Literatur und kaufte im selben Jahr ihr Geburtshaus in Näs. Allein in Deutschland tragen 90 Schulen den Namen der bekannten Schwedin, die sich zeitlebens aktiv für Menschenrechte, insbesondere auch für die Kinderrechte und den Tierschutz einsetzte.
Kritisch verfolgte sie außerdem die zunehmende Gewaltbereitschaft unter Kindern und Jugendlichen. So brachte die schwedische Tageszeitung Expressen 1995 einen Artikel, in dem Astrid Lindgren zusammen mit dem Skinhead Niklas S. gezeigt wurde, mit dem sie das Gespräch suchte.

### Freundschaften
Astrid Lindgren pflegte lebenslang eine große Zahl enger Freundschaften, die jahrzehntelang dauerten. Sie schrieb und erhielt unzählige Briefe ihrer Freunde und Freundinnen, die neben ihren Tagebüchern die wichtigsten Quellen für ihr Leben sind. Elsa Olenius lernte sie 1944 beim Verlag Rabén & Sjögren kennen. Olenius betrieb auch ein Kindertheater und war mit den beiden einzigen bedeutenden Rezensentinnen für Kinderliteratur in Schweden, Eva von Zweigbergk und Greta Bolin, befreundet. Olenius, von Zweigbergk und Bolin bildeten zudem die Jurys aller wichtigen Kinderpreise des Landes. Lindgren wurde von den drei Freundinnen in ihren Anfängen stark gefördert und wurde anschließend selbst zu einer engen Freundin.
Aber auch aus dem Kontakt mit jugendlichen Leserinnen konnte eine Freundschaft entstehen. 1971 schrieb ihr die damals zwölfjährige Sara Ljungcrantz einen Brief, aus dem sich ein bis 2002 andauernder Briefwechsel ergab, der 2012 als Buch – Deine Briefe lege ich unter die Matratze – erschien.
Seit 1953 war Lindgren mit der Deutschen Louise Hartung befreundet, Mitarbeiterin des Jugendamts in West-Berlin. Aus den Briefen, die beide bis zu Hartungs Tod 1965 schrieben, geht hervor, dass die beiden eine enge, intellektuell anregende und liebevolle Freundschaft pflegten, wobei Hartung auch eine sexuelle Beziehung mit Lindgren eingehen wollte, wozu diese aber nicht bereit war. Eine Auswahl der Briefe wurde in dem Buch Ich habe auch gelebt! veröffentlicht.
Ebenfalls in den 1950er Jahren entstand die Tradition der „Weibermittage“, bei denen sich Lindgren mit Freundinnen aus der Literaturbranche zum Essen traf. Gäste waren dort immer wieder ihre Schwestern Ingegerd und Stina, und seit den 1970er Jahren gehörte auch ihre Biographin Margareta Strömstedt zum Kreis.

### Politische Tätigkeit und Einfluss auf die schwedische Innenpolitik
1973 wurde Die Brüder Löwenherz Gegenstand einer Debatte im schwedischen Parlament, da die darin enthaltene Sage vom Tod und nichts als dem Tod angeblich den Suizid verherrliche. Lindgren war Mitglied im Verein „Das Recht auf unseren Tod“, der sich dafür einsetzte, bei einem unheilbaren Leiden sein Leben selbst zu beenden.
Lindgren setzte sich vielfach für Kinderrechte und Tierrechte ein. Ihrem Einfluss wird auch ein 1988 erlassenes Gesetz zu Tierrechtskontrollen bei der Massentierhaltung zugerechnet. Zudem wandte sie sich mit dem Buch Kati in Amerika (1950) gegen das System der Rassentrennung in den USA. Sie war außerdem seit den 1930er Jahren Mitglied bei den schwedischen Sozialdemokraten.
Zu einem Bruch mit der von den Sozialdemokraten geführten Regierung kam es 1976: Durch einen Fehler im schwedischen Steuergesetz mussten teilweise Selbstständige Abgaben sowohl als Arbeitnehmer als auch als Selbstständige zahlen, sodass der Grenzsteuersatz bei entsprechendem Jahreseinkommen mit anderen Abgaben auf über 100 Prozent stieg. Lindgren, die ansonsten das schwedische Steuersystem unterstützte, schrieb daraufhin aus Protest im Expressen den Artikel Pomperipossa in Monismanien. Finanzminister Gunnar Sträng reagierte abwehrend und gab erst später den Irrtum zu. Lindgren rief daraufhin zur Stärkung der Demokratie zur Abwahl der Sozialdemokraten auf, obwohl sie selbst Mitglied war. Diese seien zu lange in der Regierung und dadurch undemokratischer geworden. Ihr Aufruf wurde von der Partei Folkpartiet zu Wahlkampfzwecken genutzt, wovon sie sich jedoch deutlich distanzierte. Bei der nächsten Wahl wurde die sozialdemokratische Regierung, zuletzt acht Jahre unter Olof Palme, nach über 40 Jahren abgewählt. Lindgrens Protest wird zum Teil als eine wesentliche Ursache gewertet.

### Preisverleihungen
1978 wurde Lindgren als erster Kinderbuchautorin der Friedenspreis des Deutschen Buchhandels zuerkannt. Anlässlich der Verleihung hielt sie eine Rede unter dem Motto „Niemals Gewalt!“ in der Frankfurter Paulskirche, in der sie eindringlich zur gewaltfreien Erziehung von Kindern aufforderte.
Am 9. Dezember 1994 erhielt sie im Parlament in Stockholm den Ehrenpreis des Right Livelihood Award („Alternativer Nobelpreis“) „für ihre einmalige schriftstellerische Tätigkeit, die sie den Rechten der Kinder und dem Respekt für ihre Individualität widmet“.
1996 wurde Lindgren vom Dachverband der europäischen Tierschutzvereine für ihren unermüdlichen Kampf um ein besseres Tierschutzrecht in ihrem Land mit der „Goldenen Arche“ ausgezeichnet.
Astrid Lindgren bewahrte sich ihren jugendlichen Humor bis ins hohe Alter. Das wurde auch auf der Preisverleihung Schwedin des Jahres 1997 deutlich. Sie wandte sich mit folgender Bemerkung an das Publikum: „Ihr verleiht den Preis an eine Person, die uralt, halb blind, halb taub und total verrückt ist. Wir müssen aufpassen, dass sich das nicht rumspricht.“

### Tod

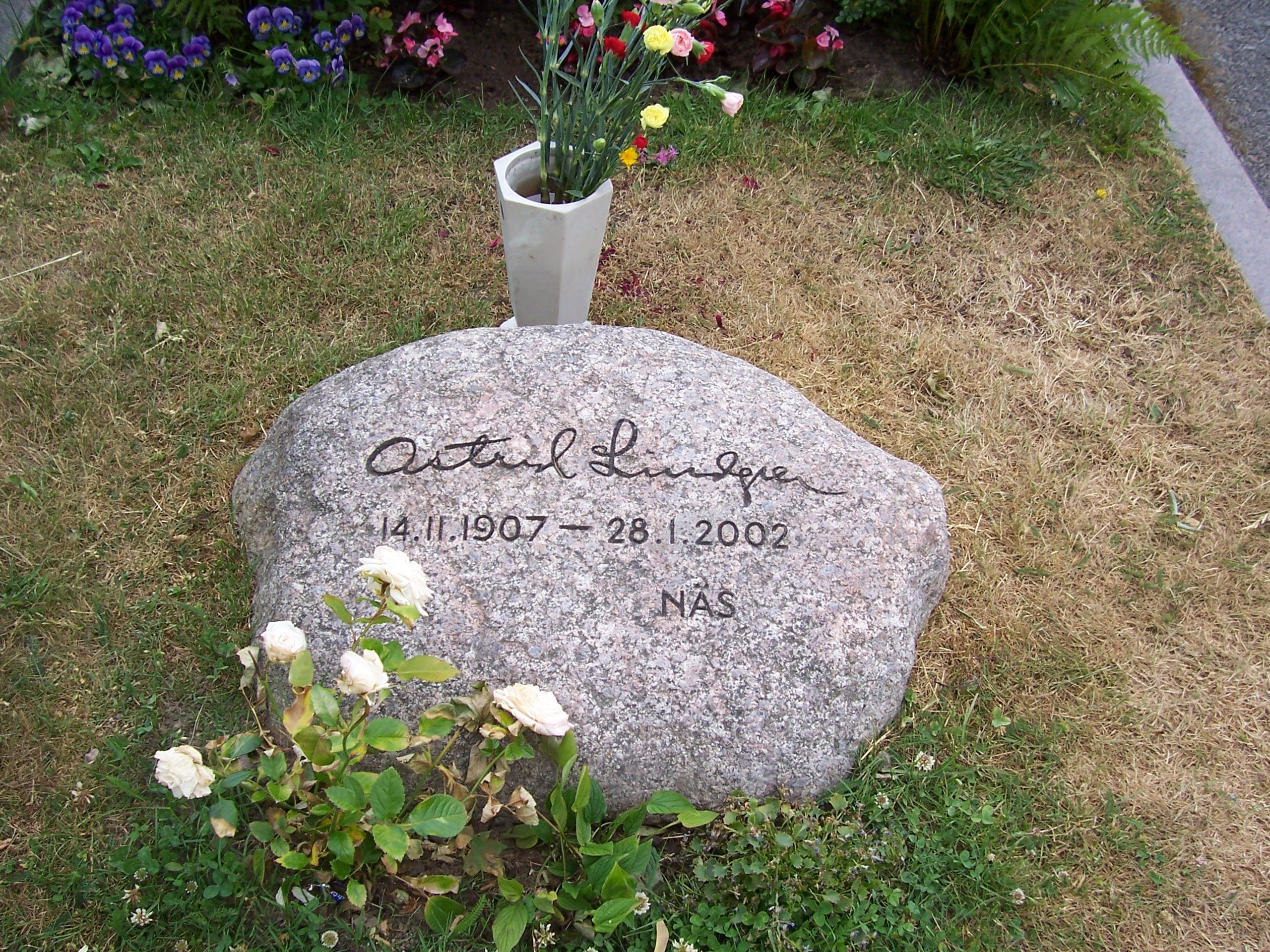
Ihr Grabstein mit ihrer Unterschrift.

Gedenkmünze von Astrid Lindgren aus dem Jahr 2002, auf der Rückseite ist Pippis Affe Herr Nilsson abgebildet.

Astrid Lindgren starb am 28. Januar 2002 an den Folgen einer Virusinfektion im Alter von 94 Jahren in ihrer Stockholmer Wohnung Dalagatan 46, in der sie über 60 Jahre lang gelebt hatte. Bei der Gedenkfeier am 8. März 2002 in der Stockholmer Storkyrkan nahmen neben dem Königshaus und Ministerpräsident Göran Persson hunderttausende Menschen auf der Straße teil. Hinter ihrem Sarg, der auf einem Katafalk lag, gingen ein Mädchen und ein weißes Pferd. Ihre letzte Ruhestätte fand sie in ihrer Heimatstadt Vimmerby im südschwedischen Småland.

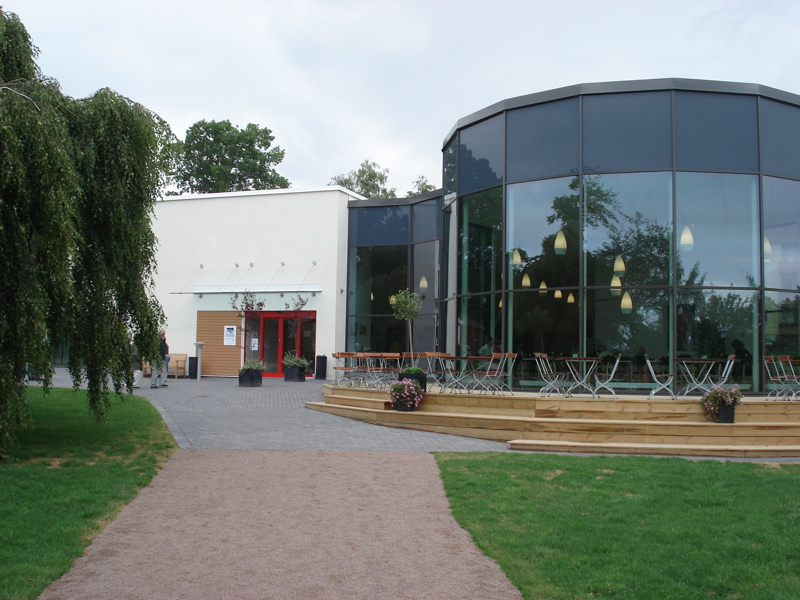
Astrid-Lindgren-Museum

Über ihr Wirken schrieb Astrid Lindgren:

„Das einzige, was ich hier auf Erden zustande gebracht habe, sind eine Menge Einfälle, und es ist mir selber rätselhaft, wie man so unentwegt mit lauter, zum Teil überdies noch recht verschrobenen Einfällen leben und fast sterben kann.“

## Auszeichnungen (Auswahl)

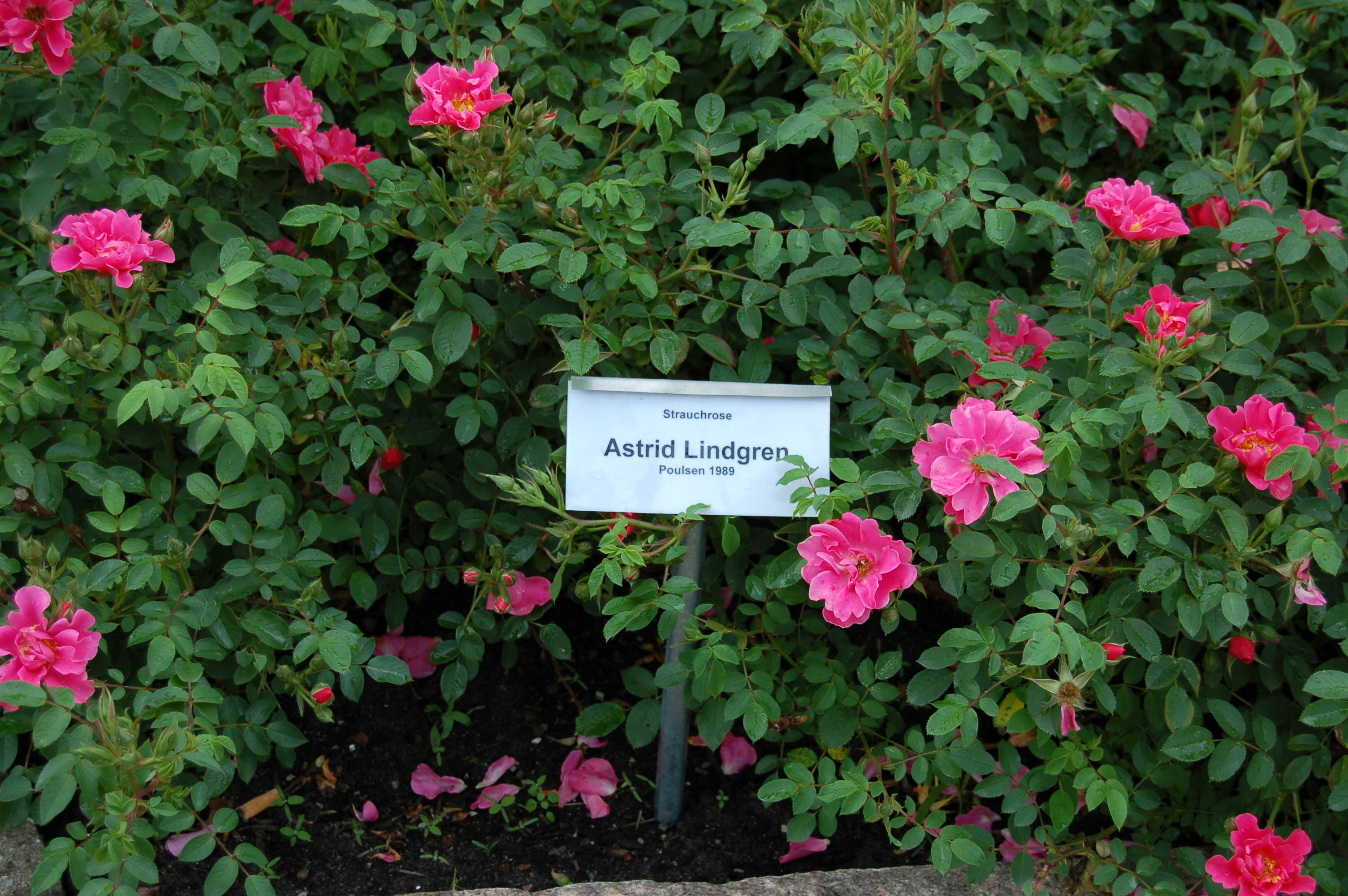
Rose Astrid Lindgren (Züchtung von 1989)

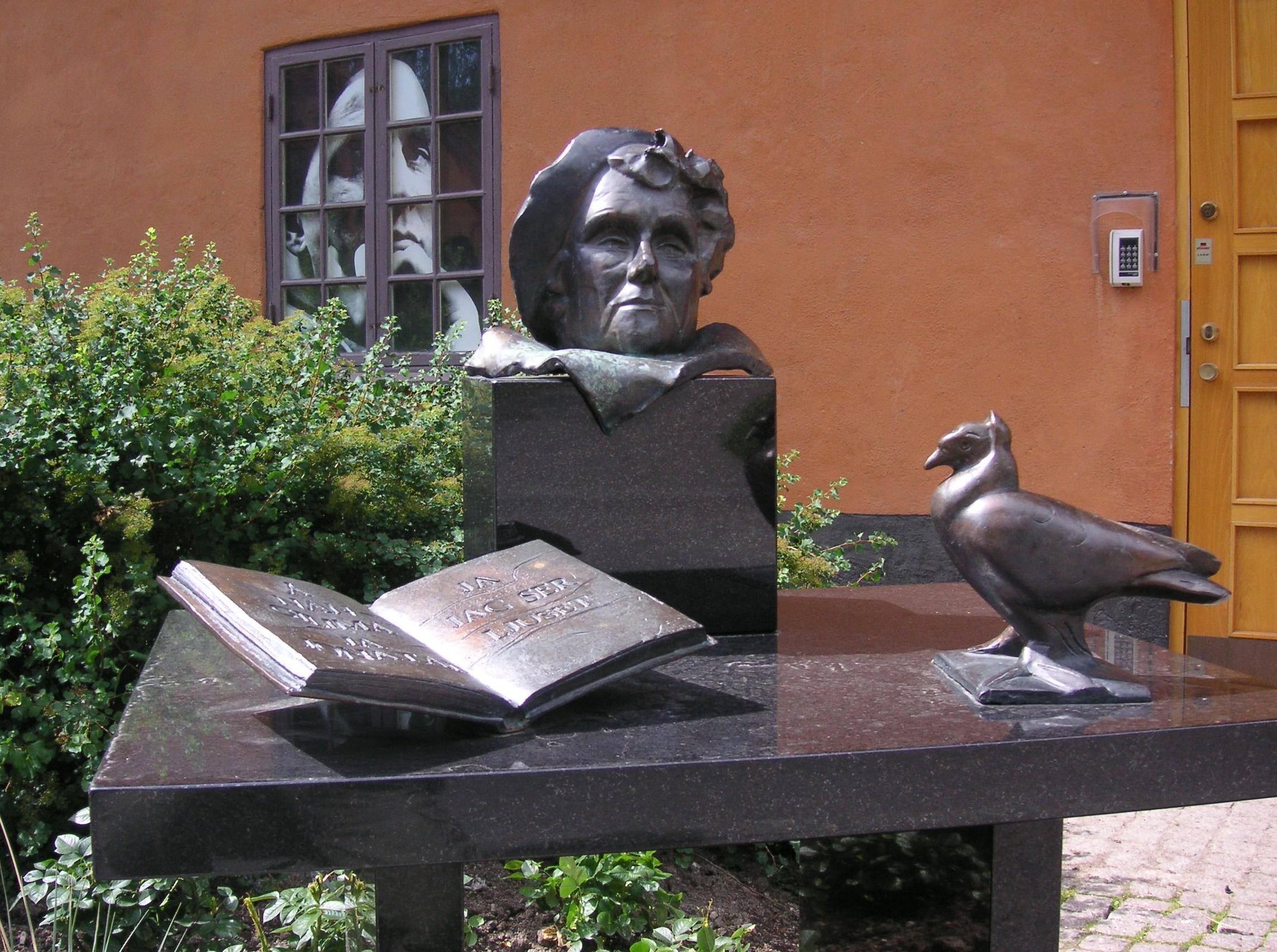
Astrid Lindgren, hinter ihr im Fenster Ingmar Bergman, in der Filmstaden in Solna

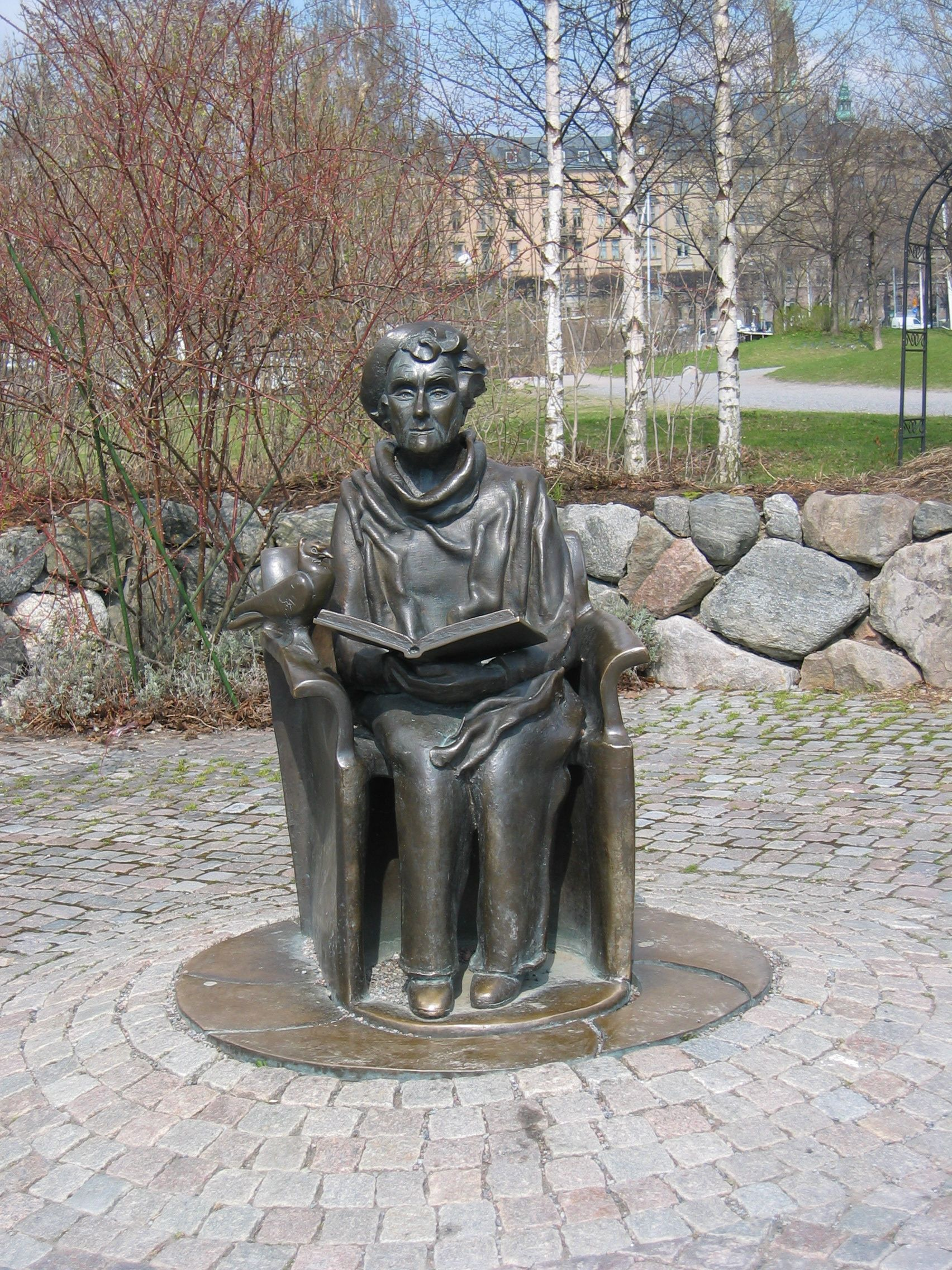
Bronze-Sitzbild in Stockholm

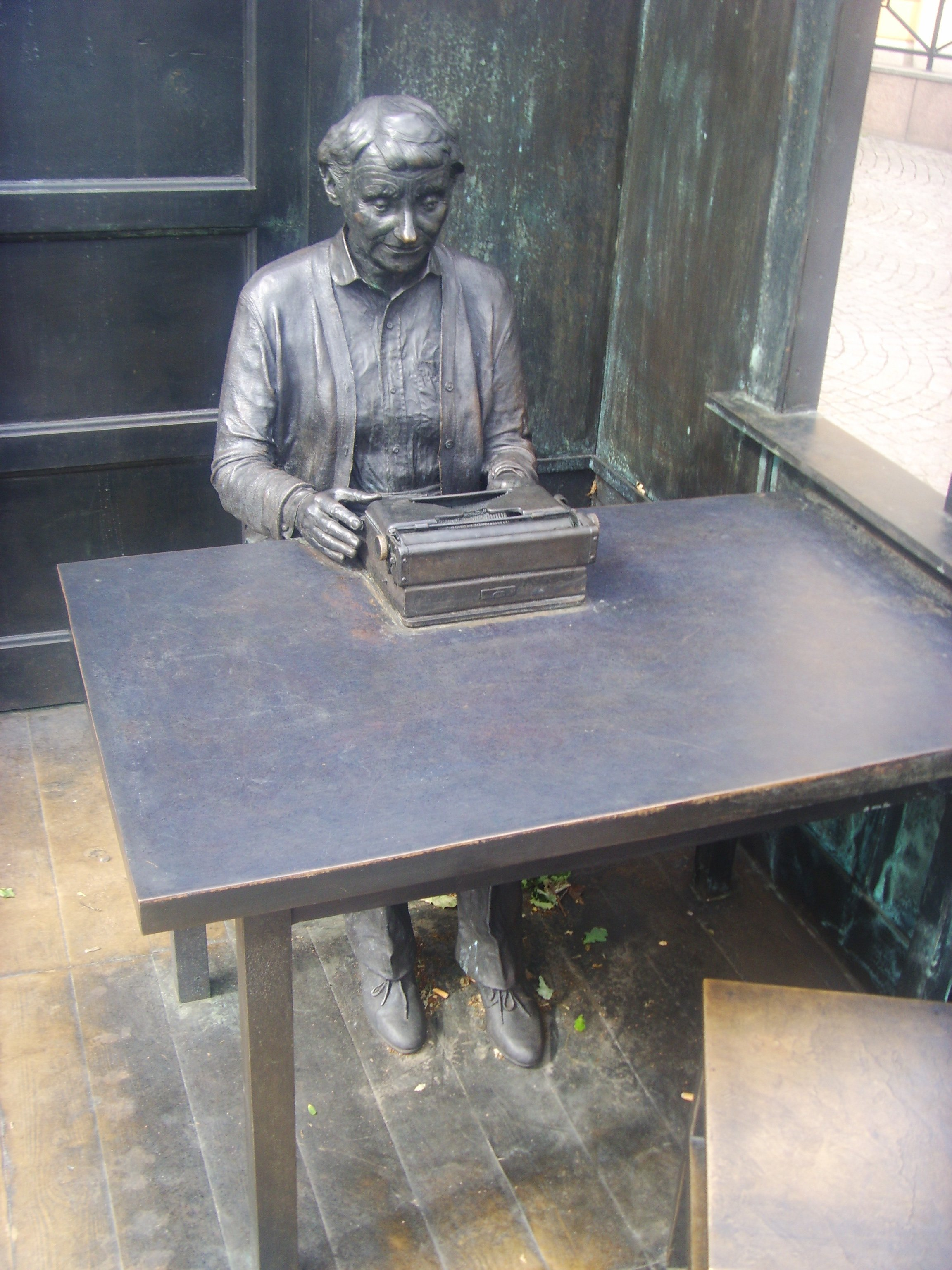
… an ihrem Schreibtisch in Vimmerby

Die Autorin wurde im Laufe ihres Lebens von unterschiedlichsten Institutionen mit Preisen und Ehrungen ausgezeichnet.

### Allgemeine Auszeichnungen
- 1963: Wahl in die Samfundet De Nio (Gesellschaft der Neun)
- 1965: Schwedischer Staatspreis für Literatur
- 1971: Große Goldmedaille der Schwedischen Akademie für das Gesamtwerk
- 1973: Dr. phil. h. c. der Universität Linköping
- 1974: Auszeichnung als Kavalier des Ordens des Lächelns, verliehen von einer Kinderinitiative
- 1975: Königlich Schwedische Medaille Litteris et Artibus
- 1978: Friedenspreis des Deutschen Buchhandels[33]
- 1986: Selma-Lagerlöf-Preis
- 1986: Lego-Preis
- 1987: Leo-Tolstoi-Preis
- 1994: Ehrenpreis des Right Livelihood Awards
- 1995: DIVA – Deutscher Videopreis
- 1999: Wahl zur „Schwedin des Jahrhunderts“

### Auszeichnungen für einzelne Werke
- 1944: 2. Preis „Mädchenbücher 10–15 Jahre“ des Verlages „Rabén & Sjögren“ für Britt-Mari erleichtert ihr Herz
- 1945: 1. Preis „Kinderbücher 6–10 Jahre“ des Verlages „Rabén & Sjögren“ für Pippi Langstrumpf
- 1946: geteilter 1. Preis „Jugendkrimis“ des Verlages „Rabén & Sjögren“ für Meisterdetektiv Blomquist
- 1946: Literaturpreis der Zeitung „Svenska Dagbladet“ für Pippi Langstrumpf
- 1950: Nils-Holgersson-Plakette (1. Preisträgerin überhaupt) für Im Wald sind keine Räuber
- 1956: Prämie des Deutschen Jugendbuchpreises für Mio, mein Mio
- 1958: Hans-Christian-Andersen-Medaille für Rasmus und der Landstreicher
- 1970: Lewis Carroll Shelf Award für Tomte Tummetott
- 1970: Expressens Heffaklump der Zeitung „Expressen“ für Michel bringt die Welt in Ordnung
- 1971: Iranischer Kinderbuchpreis für Pippi Langstrumpf
- 1973: Lewis Carroll Shelf Award für Pippi Langstrumpf
- 1973: Zilveren Griffel für Lotta zieht um
- 1974: Medaille des Lächelns für Pippi Langstrumpf und Karlsson vom Dach
- 1974: Medaille des Schwedischen Buchhandels für Die Brüder Löwenherz
- 1975: Zilveren Griffel für Die Brüder Löwenherz
- 1978: Premio Bancarelino für Die Brüder Löwenherz
- 1979: Wilhelm-Hauff-Preis für Die Brüder Löwenherz
- 1979: Internationaler Janusz-Korczak-Literaturpreis für Die Brüder Löwenherz
- 1983: Zilveren Griffel für Ronja Räubertochter
- 2015: LovelyBooks Leserpreis in der Kategorie Sachbuch und Ratgeber für Die Menschheit hat den Verstand verloren – Tagebücher 1939–1945

## Nachleben

### Astrid-Lindgren-Archiv
Nach Astrid Lindgrens Tod gelangte ihr immenses Privatarchiv, unter anderem tausende Briefe von Kindern aus aller Welt, aber auch von Kinderbuchautoren wie Otfried Preußler, James Krüss oder Erich Kästner, in die Königliche Bibliothek in Stockholm. Das Astrid-Lindgren-Archiv ist Teil des Weltdokumentenerbes.

### Astrid-Lindgren-Preise
Seit 2002 verleiht die schwedische Regierung jährlich den Astrid-Lindgren-Gedächtnis-Preis, der mit fünf Millionen SEK (etwa 560.000 Euro) der höchstdotierte Preis für Kinder- und Jugendliteratur weltweit ist.
In Gedenken an die Autorin wurden außerdem ein schwedischer und ein deutscher Astrid-Lindgren-Preis sowie der Samfundet De Nios Astrid Lindgren-Preis der schwedischen Literaturakademie Samfundet De Nio gestiftet. Die Fédération Internationale des Traducteurs verleiht einen Astrid-Lindgren-Preis für Übersetzer von Kinder- und Jugendliteratur.

### Astrid Lindgrens Värld
In Vimmerby werden im Themenpark Astrid Lindgrens Värld (deutsch: Die Welt der Astrid Lindgren) Szenen aus ihren Kinderbüchern nachgebaut. Auf sieben Bühnen, die sich im weitläufigen Park verteilen, werden Astrid Lindgrens Erzählungen inszeniert. Die Villa Kunterbunt von Pippi Langstrumpf ist eine der sieben Spielstätten. 2014 besuchten fast eine halbe Million Menschen den Park, davon rund ein Drittel aus Deutschland.

### Astrid Lindgrens Wohnung
Seit November 2015 kann Astrid Lindgrens Wohnung in der Dalagatan 46 besichtigt werden. Die Wohnung befindet sich noch im Originalzustand, die Besichtigung ist in Gruppen möglich, die ihren Besuch vorher buchen müssen.

### Dokumentarfilme
- Astrid Lindgren erzählt aus ihrem Leben (OT: Astrid Lindgrens Småland), schwedischer Dokumentarfilm aus dem Jahr 1990, in dem Lindgren selbst aus ihrem Leben erzählt.
- Astrid Lindgren. (OT: Astrid – en berättelse. [Astrid – eine Geschichte.]) Dokumentarfilm in drei Teilen, je 60 Min. (1. Sorgfågel [Trauervogel], 2. Starkast i världen [Stärkste der Welt], 3. Allas mor [Mutter von Allen]), Schweden, 2014, deutsche Fassung: 52 Min.[37] Der Film zeigt, welchen Einfluss belastende Ereignisse im Leben von Astrid Lindgren auf ihr Werk nahmen, und will so einen veränderten Blick auf die Autorin ermöglichen.[38]

### Kinofilm
Am 6. Dezember 2018 startete in Deutschland der Kinofilm Astrid, eine Filmbiografie von Pernille Fischer Christensen, die insbesondere das Kapitel um ihre erste Schwangerschaft und ihren Sohn Lasse thematisiert. Lindgren wird in ihren jüngeren Jahren von Alba August dargestellt, die Rolle der älteren Astrid Lindgren übernahm Maria Fahl Vikander.

### Weitere Ehrungen
- Im April 1966 wurde in Berlin-Spandau die erste Schule nach ihr benannt.[40] Heute tragen mehr als 150 Schulen ihren Namen, ebenso viele Straßen.
- Astrid Lindgren ist Namensgeberin der schwedischen Forschungssatelliten Astrid 1 und Astrid 2.
- Ein Asteroid des äußeren Hauptgürtels wurde nach ihr benannt, (3204) Lindgren, sowie eine Caldera auf der nördlichen Hemisphäre des Planeten Venus, Lindgren Patera.
- Zu Astrid Lindgrens 95. Geburtstag gab die Schwedische Reichsbank eine 50-Kronen-Gedenkmünze in nordischem Gold heraus.[41]
- Zu ihrem hundertsten Geburtstag im Jahr 2007 wurde ein „Astrid-Lindgren-Jahr“ veranstaltet.
- Astrid Lindgren wird seit Oktober 2015 in Schweden auf einer neuen 20-Kronen-Banknote abgebildet.[42]

Dem Beirat der Schwedischen Reichsbank (Sveriges Riksbank) war es wichtig, dass Astrid Lindgrens Porträt auf einem niedrigen Nennwert erscheint, damit auch möglichst viele Kinder damit bezahlen können.

## Werke (Auswahl)

### Jugendliteratur
Die deutschen Übersetzungen stammen unter anderem von Anna-Liese Kornitzky, Karl Kurt Peters, Senta Kapoun, Thyra Dohrenburg, Cäcilie Heinig (Pippi Langstrumpf) und Else von Hollander-Lossow.
- Britt-Mari erleichtert ihr Herz (Britt-Mari lättar sitt hjärta, 1944, deutsch 1954[44])
- Kerstin und ich (Kerstin och jag, 1945, deutsch 1953)
- Pippi Langstrumpf:
  - Pippi Langstrumpf (Pippi Långstrump, 1945, deutsch 1949)
  - Pippi Langstrumpf geht an Bord (Pippi Långstrump går ombord, 1946, deutsch 1950)
  - Pippi in Taka-Tuka-Land (Pippi Långstrump i Söderhavet, 1948, deutsch 1951)
- Kalle Blomquist:
  - Meisterdetektiv Blomquist (Mästerdetektiven Blomkvist, 1946, deutsch 1950)
  - Kalle Blomquist lebt gefährlich (Mästerdetektiven Blomkvist lever farligt, 1951, deutsch 1951)
  - Kalle Blomquist, Eva-Lotte und Rasmus (Kalle Blomkvist och Rasmus, 1953, deutsch 1954)
- Nein, ich will noch nicht ins Bett! (Jag vill inte gå och lägga mig!, 1947, deutsch 1989)
- Bullerbü:
  - Wir Kinder aus Bullerbü (Alla vi barn i Bullerbyn, 1946, deutsch 1955)
  - Mehr von uns Kindern in Bullerbü (Mera om oss barn i Bullerbyn, 1949, deutsch 1955)
  - Immer lustig in Bullerbü (Bara roligt i Bullerbyn, 1952, deutsch 1956)
  - Weihnachten in Bullerbü (Jul i Bullerbyn, 1963, deutsch 1963)
  - Lustiges Bullerbü (Vår i Bullerbyn, 1965, deutsch 1965)
  - Kindertag in Bullerbü (Barnens dag i Bullerbyn, 1966, deutsch 1967)
- Kati:
  - Kati in Amerika (Kati i Amerika, 1950, deutsch 1952)
  - Kati in Italien (Kati på Kaptensgatan, 1952, deutsch 1953)
  - Kati in Paris (Kati i Paris, 1954, deutsch 1954)
- Als der Bäckhultbauer in die Stadt fuhr (1951, deutsch 1983 unter dem Titel "Ein Kalb fällt vom Himmel", 1990 deutsche Neuausgabe unter dem Titel "Als der Bäckhultbauer in die Stadt fuhr"[45])
- Peter und Lena
  - Ich will auch Geschwister haben (Jag vill också ha ett syskon, 1954, deutsch 1974)
  - Ich will auch in die Schule gehen (Jag vill också gå i skolan, 1951, deutsch 1964)
- Mio, mein Mio (Mio, min Mio, 1954, deutsch 1955)
- Karlsson vom Dach:
  - Karlsson vom Dach (Lillebror och Karlsson på taket, 1955, deutsch 1956)
  - Karlsson fliegt wieder (Karlsson på taket flyger igen, 1962, deutsch 1962)
  - Der beste Karlsson der Welt (Karlsson på taket smyger igen, 1968, deutsch 1968)
- Nils Karlsson-Däumling (Nils Karlsson-Pyssling flyttar in, 1956, deutsch 1957)
- Kinder unserer Erde (zusammen mit Anna Riwkin-Brick):
  - Noriko-San aus Japan (Eva möter Noriko-san, 1956, deutsch 1956)
  - Sia wohnt am Kilimandscharo (Sia bor på Kilimandjaro, 1958, deutsch 1958)
  - Lasse aus Dalarna (Mina svenska kusiner, 1959, deutsch 1959)
  - Lilibet, das Zirkuskind (Lilibet, cirkusbarn, 1960, deutsch 1960)
  - Marko in Jugoslawien (Marko bor i Jugoslavien, 1962, deutsch 1962)
  - Japi aus Holland (Jackie bor i Holland, 1963, deutsch 1987)
  - Randi aus Norwegen (Randi bor i Norge, 1965, deutsch 1965)
  - Wanthai aus Thailand (Noy bor i Thailand, 1966, deutsch 1967)
  - Matti aus Finnland (Matti bor i Finland, 1968, deutsch 1969)
- Rasmus und der Landstreicher (Rasmus på luffen, 1956, deutsch 1957), verfilmt als Rasmus und der Vagabund (1955 und 1981)
- Rasmus, Pontus und der Schwertschlucker (Rasmus, Pontus och Toker, 1957, deutsch 1958)
- Polly hilft der Großmutter (Kajsa Kavat hjälper mormor, 1958, deutsch 1959)
- Lotta und ihre Geschwister aus der Krachmacherstraße:
  - Die Kinder aus der Krachmacherstraße (Barnen på Bråkmakargatan, 1958, deutsch 1958)
  - Lotta zieht um (Lotta på Bråkmakargatan, 1961, deutsch 1962)
  - Na klar, Lotta kann radfahren (Visst kan Lotta cykla, 1971, deutsch 1972)
  - Lotta kann fast alles (Visst kan Lotta nästan allting, 1977, deutsch 1977)
  - Natürlich ist Lotta ein fröhliches Kind (Visst är Lotta en glad unge, 1990, deutsch 1991)
- Tomte Tummetott, übersetzt von Silke von Hacht:
  - Tomte Tummetott (Tomten, 1960, deutsch 1960), mit Bildern von Harald Wiberg (Neuauflage 2012, mit Bildern von Kitty Crowther)
  - Tomte und der Fuchs (Räven och Tomten, 1966, deutsch 1966), mit Bildern von Harald Wiberg (Neuauflage 2019, mit Bildern von Eva Eriksson)[46]
- Madita:
  - Madita (Madicken, 1960, deutsch 1961)
  - Madita und Pims (Madicken och Junibackens Pims, 1976, deutsch 1976)
  - Guck mal, Madita, es schneit (Titta, Madicken, det snöar!, 1983, deutsch 1984)
  - Als Lisabet sich eine Erbse in die Nase steckte (När Lisabet pillade in en ärta i näsan, 1991, deutsch 1992)
  - Wie gut, dass es Weihnachtsferien gibt, sagte Madita (Jullov är ett bra påhitt, sa Madicken, 1993, 1994)
- Weihnachten im Stall (Jul i stallet, 1961, deutsch 1961)
- Michel aus Lönneberga:
  - Michel in der Suppenschüssel (Emil i Lönneberga, 1963, deutsch 1964)
  - Michel muss mehr Männchen machen (Nya hyss av Emil i Lönneberga, 1966, deutsch 1966)
  - Michel bringt die Welt in Ordnung (Än lever Emil i Lönneberga, 1970, deutsch 1970)
  - Als Klein-Ida auch mal Unfug machen wollte (När lilla Ida skulle göra hyss, 1984, deutsch 1986)
  - Michels Unfug Nummer 325 (Emils hyss nr 325, 1985, deutsch 1986)
  - Nur nicht knausern, sagte Michel aus Lönneberga (Inget knussel, sa Emil i Lönneberga, 1986, deutsch 1987)
- Ferien auf Saltkrokan (Vi på Saltkråkan, 1964, deutsch 1965)
- Jule und die Seeräuber (Skrållan och sjörövarna, 1967, deutsch 1967)
- Die Brüder Löwenherz (Bröderna Lejonhjärta, 1973, deutsch 1974)
- Das entschwundene Land (Samuel August från Sevedstorp och Hanna i Hult, 1975, deutsch 1977) gewidmet ihren Eltern
- Ronja Räubertochter (Ronja rövardotter, 1981, deutsch 1982)
- Der Drache mit den roten Augen (Draken med de röda ögonen, 1985, deutsch 1986)
- Rupp Rüpel: das grausigste Gespenst aus Småland (Skinn Skerping – Hemskast av alla spöken i Småland, 1986, deutsch 1987)
- Der Räuber Assar Bubbla (Assar Bubbla, 1987, deutsch 1988)

### Märchensammlungen
- Im Wald sind keine Räuber (Nils Karlsson-Pyssling, 1949, deutsch 1952)
  - Nils Karlsson-Däumling (Nils Karlsson-Pyssling)
  - Die Puppe Mirabell (Mirabell)
  - Im Land der Dämmerung (auch Herr Lilienstengel, I skymningslandet)
  - Allerliebste Schwester (Allrakäraste syster)
  - Kuckuck Lustig (Lustig-Gök)
  - Die Elfe mit dem Taschentuch (En natt i maj)
  - Im Wald sind keine Räuber (auch Der Räuber Fiolito, Ingen rövare finns i skogen)
  - Die Prinzessin, die nicht spielen wollte (Prinsessan som inte ville leka)
  - Peter und Petra (Peter och Petra)
- Sammelaugust und andere Kinder (Kajsa Kavat, 1950, deutsch 1952)
  - Polly hilft der Großmutter (auch Polly Patent oder Susi Unverzagt, Kajsa Kavat hjälper mormor)
  - Als Adam Engelbrecht so richtig wütend wurde (auch Ein smaländischer Stierkämpfer, Småländsk tjurfäktare)
  - Goldi (auch Goldkind, Gull-Pian)
  - Sammelaugust (Lite om Sammelagust)
  - Etwas Lebendiges für den lahmen Peter (Nånting levande åt Lame-Kal)
  - Unterm Kirschbaum (Under körsbärsträdet)
  - Wer springt am höchsten? (Hoppa högst)
  - Große Schwester, kleiner Bruder (Stora syster och lille bror)
  - Pelle zieht aus (Pelle flyttar till Komfusenbo)
  - Märit (Märit)
  - Gute Nacht, Herr Landstreicher! (Godnatt, herr luffare!)
- Klingt meine Linde (Sunnanäng, 1959, deutsch 1960)
  - Sonnenau (auch Der rote Vogel, Sunnanäng)
  - Die Schafe auf Kapela (Tu tu tu!)
  - Klingt meine Linde (Spelar min lind, sjunger min näktergal)
  - Junker Nils von Eka (Junker Nils av Eka)

### Theaterstücke
Neben ihren Romanen, Kurzgeschichten und Bilderbüchern schrieb Astrid Lindgren auch einige Theaterstücke. Viele der Stücke entstanden in den 1940er und 1950er Jahren in Zusammenarbeit mit ihrer Freundin Elsa Olenius, einer Pionierin im Kindertheater. Viele der Geschichten wurden ausschließlich fürs Theater geschrieben. Sie wurden in verschiedene Sprachen übersetzt, darunter Dänisch, Finnisch und Rumänisch. Die meisten von Astrid Lindgrens Theaterstücken wurden nicht ins Deutsche übersetzt.
- Pippi Langstrumpfs Abenteuer: Lustspiel für Kinder in vier Akten (Pippi Långstrumps liv och leverne)
- Kalle Blomkvist, Nisse Nöjd och Vicke på Vind
- Mästerdetektiven Kalle Blomkvist: För kasperteater två korta akter
- Jul hos Pippi Långstrump
- Serverat, Ers Majestät!
- En fästmö till låns
- Huvudsaken är att man är frisk
- Jag vill inte vara präktig
- Snövit

### Autobiographisches
- Mein Småland (mit Margareta Strömstedt). Aus dem Schwedischen übersetzt von Anna-Liese Kornitzky. Verlag Friedrich Oetinger, Hamburg 1988, ISBN 978-3-7891-6039-4
- Meine Kuh will auch Spaß haben – Einmischung in die Tierschutzdebatte. Wie und warum es so wurde, wie es geworden ist (mit Kristina Forslund). Aus dem Schwedischen übersetzt von Anna-Liese Kornitzky. Verlag Friedrich Oetinger, Hamburg 1991, ISBN 3-7891-4104-6
- Die Menschheit hat den Verstand verloren. Tagebücher 1939–1945. Aus dem Schwedischen übersetzt von Angelika Kutsch und Gabriele Haefs. Ullstein, Berlin 2015, ISBN 978-3-550-08121-7; Rezension von Angela Gutzeit[47]
- Deine Briefe lege ich unter die Matratze. Ein Briefwechsel 1971–2002 (mit  Sara Schwardt). Aus dem Schwedischen übersetzt von Birgitta Kicherer. Verlag Friedrich Oetinger, Hamburg 2015, ISBN 978-3-7891-2943-8.
- Ich habe auch gelebt!: Briefe einer Freundschaft (mit   Louise Hartung). Aus dem Schwedischen übersetzt von  Angelika Kutsch, Ursel Allenstein und Brigitte Jakobeit. Verlag Ullstein Taschenbuch, 2017, ISBN 978-3-548-28984-7.
- Das entschwundene Land. Aus dem Schwedischen übersetzt von Anna L Kornitzky. Verlag Friedrich Oetinger, Hamburg 2012, ISBN 978-3-8415-0168-4.
- Niemals Gewalt!. Verlag Friedrich Oetinger, Hamburg 2017, ISBN 978-3-7891-0789-4.
- Steine auf dem Küchenbord: Gedanken, Erinnerungen, Einfälle. Verlag Friedrich Oetinger, Hamburg 2000, ISBN 978-3-7891-4136-2.
- Ein Weihnachten in Småland vor langer Zeit (En jul i Småland för länge sen) In: Weihnachten, als ich klein war (zusammen mit 17 weiteren Autoren und Bildern von Peter Knorr, ein persönliches Weihnachtserlebnis – 10 Seiten – ist von Astrid Lindgren) Oetinger, Hamburg 1996, ISBN 3-7891-4006-6.

## Verfilmungen (Auswahl)
Kalle Blomquist
- 1947 Meisterdetektiv Kalle Blomquist (Mästerdetektiven Blomkvist) Regie: Rolf Husberg
- 1953 Kalle Blomquist lebt gefährlich (Mästerdetektiven och Rasmus) Regie: Rolf Husberg
- 1957: Kalle Blomquist – sein schwerster Fall (Mästerdetektiven Blomkvist lever farligt) Regie: Olle Hellbom
- 1966 Mästerdetektiven Blomkvist på nya äventyr Regie: Etienne Glaser
- 1996 Meisterdetektiv Kalle Blomquist lebt gefährlich (Kalle Blomkvist – Mästerdetektiven lever farligt) Regie: Göran Carmback
- 1997 Kalle Blomquist – sein neuester Fall (Kalle Blomkvist och Rasmus) Regie: Göran Carmback

Pippi Langstrumpf
- 1969 Pippi Langstrumpf (Pippi Långstrump) Regie: Olle Hellbom
- 1969 Pippi geht von Bord (Här kommer Pippi Långstrump) Regie: Olle Hellbom
- 1969 Pippi Langstrumpf (Pippi Långstrump) Regie: Olle Hellbom
- 1970 Pippi in Taka-Tuka-Land (Pippi Långstrump på de sju haven) Regie: Olle Hellbom
- 1970 Pippi außer Rand und Band (På rymmen med Pippi Långstrump) Regie: Olle Hellbom
- 1988 Pippi Langstrumpfs neueste Streiche (The New Adventures of Pippi Longstocking) Regie: Ken Annakin
- 1998 Pippi Langstrumpf (Pippi Langstrumpf) Regie: Michael Schaack

Rasmus und der Landstreicher
- 1955 Rasmus und der Vagabund (Luffaren och Rasmus) Rolf Husberg
- 1981 Rasmus und der Vagabund (Rasmus på luffen) Regie: Olle Hellbom

Wir Kinder aus Bullerbü
- 1960 Die Kinder von Bullerbü (Alla vi barn i Bullerbyn) Regie: Olle Hellbom
- 1986 Wir Kinder aus Bullerbü (Alla vi barn i Bullerbyn) Regie: Lasse Hallström
- 1987 Neues von uns Kindern aus Bullerbü (Mer om oss barn i Bullerbyn) Regie: Lasse Hallström

Ferien auf Saltkrokan & Skrollan
- 1963 Ferien auf der Kräheninsel (Vi på Saltkråkan) Regie: Olle Hellbom
- 1964 Der verwunschene Prinz (Tjorven, Båtsman och Moses) Regie: Olle Hellbom
- 1965 Das Trollkind (Tjorven och Skrållan) Regie: Olle Hellbom
- 1966 Die Seeräuber (Tjorven och Mysak) Regie: Olle Hellbom
- 1967 Glückliche Heimkehr (Skrållan, Ruskprick och Knorrhane) Regie: Olle Hellbom

Michel aus Lönneberga
- 1971 Immer dieser Michel 1. – Michel in der Suppenschüssel (Emil i Lönneberga) Regie: Olle Hellbom
- 1972 Immer dieser Michel 2. – Michel muß mehr Männchen machen (Nya hyss av Emil i Lönneberga) Regie: Olle Hellbom
- 1973 Immer dieser Michel 3. – Michel bringt die Welt in Ordnung (Emil och griseknoen) Regie: Olle Hellbom
- 1973 Michel aus Lönneberga (Emil i Lönneberga) Regie: Olle Hellbom
- 2013 Michel & Ida aus Lönneberga (Emil & Ida i Lönneberga) Regie: Vibeke Idsøe

Karlsson vom Dach
- 1974 Karlsson auf dem Dach (Världens bästa Karlsson) Regie: Olle Hellbom
- 2002 Karlsson vom Dach (Karlsson på taket) Regie: Vibeke Idsøe
- 2002 Karlsson vom Dach (Karlsson på taket) Regie: Michael Ekbladh

Ronja Räubertochter
- 1984 Ronja Räubertochter (Ronja Rövardotter) Regie: Tage Danielsson
- 2014 Ronja Räubertochter (Sanzoku no Musume Rōnya) Regie: Gorō Miyazaki
- 2024  Ronja Räubertochter (Ronja Rövardotter) Regie: Pontus Klänge, Lisa James Larsson

Tomte Tummetott
- 2007 Tomte Tummetott und der Fuchs Regie: Sandra Schießl
- 2019 Tomte und der Fuchs (Reven og Nissen) Regie: Are Austnes, Yaprak Morali

Weitere
- 1956 Kalle und das geheimnisvolle Karussell (Rasmus, Pontus och Toker) Regie: Stig Olin
- 1977 Die Brüder Löwenherz (Bröderna Lejonhjärta) Regie: Olle Hellbom
- 1980 Madita (Madicken) Regie: Göran Graffman
- 1987 Mio, mein Mio (Mio min Mio) Regie: Wladimir Grammatikow
- 1995 Lotta (Lotta på Bråkmakargatan) Regie: Johanna Hald